# World in Motion
World in Motion är en singel från 1990 av New Order. Den nådde förstaplatsen på den brittiska singellistan. Låten var officiell VM-låt för det engelska herrlandslaget i fotbolls-VM 1990. Flera spelare i landslaget medverkade på singeln. 

## Låtlista
1. World in Motion
2. World in Motion... (The B-Side)